# Environmental Science: Processes & Impacts
Environmental Science: Processes & Impacts, abgekürzt Environ. Sci. Process Impacts,  ist eine wissenschaftliche Fachzeitschrift, die von der Royal Society of Chemistry veröffentlicht wird. Die Zeitschrift wurde 1999 unter dem Namen Journal of Environmental Monitoring gegründet und erhielt 2013 den Namen Environmental Science: Processes & Impacts. Derzeit erscheint die Zeitschrift mit zwölf Ausgaben im Jahr. Es werden Artikel veröffentlicht, die sich mit Umweltgefahren beschäftigen.
Der Impact Factor lag im Jahr 2019 bei 3,238. Nach der Statistik des ISI Web of Knowledge wurde das Journal 2014 in der Kategorie analytische Chemie an 35. Stelle von 74 Zeitschriften und in der Kategorie Umweltwissenschaften an 88. Stelle von 221 Zeitschriften geführt.